# Joe Pritchett
Fulgencio Joseph "Joe" Pritchett (Californië, 4 januari 2013) is een personage uit de sitcom Modern Family dat vertolkt wordt door Jeremy Maguire.

## Biografie
Joe is de zoon van Gloria en Jay. Joe is gedoopt, wat van hem een Christen maakt. Gloria denkt na een tijdje dat er kwaad zit in Joe, waardoor ze de priester laat langskomen. De priester reinigt Joe van zijn zonden, maar deze besteelt de priester van zijn portemonnee, waardoor deze vertrekt. Gloria brengt deze terug en verontschuldigt zich. Later verjaart Joe, en Jay wil de versieringen van Manny hergebruiken, maar Gloria weigert dit. De leraar Spaans van Manny werd ook de zwemleraar van Joe, tot grote ergernis van Jay die jaloers op hem was.
Bedenkers: Steven Levitan · Christopher Lloyd 

Hoofdpersonages: Jay Pritchett (Ed O'Neill) · Gloria Delgado-Pritchett (Sofía Vergara) · Claire Dunphy (Julie Bowen) · Phil Dunphy (Ty Burrell) · Mitchell Pritchett (Jesse Tyler Ferguson) · Cameron Tucker (Eric Stonestreet) · Luke Dunphy (Nolan Gould) · Haley Dunphy (Sarah Hyland) · Manny Delgado (Rico Rodriguez II) · Alex Dunphy (Ariel Winter) · Lily Tucker-Pritchett (Aubrey Anderson-Emmons) · Joe Pritchett (Jeremy Maguire)

Voornaamste nevenpersonages: Dylan Marshall (Reid Ewing) · Andy Bailey (Adam DeVine) · Pameron Tucker (Dana Powell)  · Ben (Joe Mande) · Frank Dunphy (Fred Willard) · Pepper Saltzman (Nathan Lane) · Ronaldo (Christian Barillas) · Stella (Brigitte the Dog) · Larry (Frosty the Cat)